# Helius hispanicus
Helius hispanicus là một loài ruồi trong họ Limoniidae. Chúng phân bố ở miền Cổ bắc.